# Ivan Kos (šahist)
Ivan Kos, slovenski podjetnik in šahist, * 14. december 1846, Ljubljana, † 26. november 1907, Carskoje Selo pri Sankt Peterburgu.

## Življenjepis
Kos je od leta 1858 do 1865 obiskoval gimnazijo v Ljubljani, nato na Dunaju  nekaj časa študiral filozofijo, nato pa trgovsko šolo. Služboval je na Dunaju, kot korespondent in prokurist v Sankt Peterburgu, kjer je ustanovil podjetje Kos & Dürr, ki je dobavljalo gradbeni material za večje stavbe, tako med drugim za kronštadtske utrdbe, razne cerkve in drugo. Kos pa je bil je znan tudi v šahovskem svetu. Leta 1868 je bil skupaj z J. Ogrincem urednik šahovske rubrike v Slovenskem glasniku. Pri njem so se shajali Slovenci, ki so obiskovali Rusijo.
Poročen je bil z Vero Krohn (po rodu Nemka) in imela sta hčer Ano Zalokar.